# كارل إكسنر
كارل إكسنر (بالألمانية: Karl Exner) (و. 1842 – 1914 م) هو فيزيائي، وأستاذ جامعي من النمسا . ولد في براغ .
توفي في فيينا ، عن عمر يناهز 72 عاماً.

## مناصب وهيئات
أدار جامعة فيينا.